# Somerton Castle
Somerton Castle er en middelalderborg, der ligger omkring 1,6 km vest for landsbyen Boothby Graffoe i Lincolnshire, England, syd for byen Lincoln. Den ligger i lavtliggende område mellem Lincoln Edge og floden Witham.
Den blev sandsynligvis opført 1281 af Antony Bek, og han gav den til kong Edvard 2. i 1309. Johan 2. af Frankrig var fængslet på Somerton Castle mellem 1359 og 1360, efter at være blevet taget til fange under slage ved Poitiers.
Den var i kronens eje indtil den blev solgt af Charles 1. i 1628, og siden har den været i privateje.
Det er en listed building af første grad og et scheduled monument.